# 18 mei
18 mei is de 138ste dag van het jaar (139ste dag in een schrikkeljaar) in de gregoriaanse kalender. Hierna volgen nog 227 dagen tot het einde van het jaar.

## Gebeurtenissen
- Algemeen
  - 1830 - Het dorp Gendringen in de Achterhoek wordt door een grote brand grotendeels in de as gelegd.
  - 1927 - In het dorp Bath in Michigan blaast een man zijn boerderij, de plaatselijke lagere school en zijn auto op. 45 mensen, voornamelijk schoolkinderen, komen om het leven.
  - 1927 - De Nederlandse onderzeeboot O 7 botst in de buurt van Texel met het Zweedse stoomschip Scania.
  - 1971 - Opening van sport- en evenementenhal Scandinavium in de Zweedse stad Göteborg.
  - 1980 - Een uitbarsting van de vulkaan Mount Saint Helens kost 57 mensen het leven.
  - 1994 - Na 74 dagen en 1000 km op het pakijs bereiken Alain Hubert en Didier Goetghebuer de Noordpool.
  - 1998 - Cor van Hout wordt tot 4,5 jaar cel veroordeeld.
  - 2022 - De rechtbank in Amsterdam oordeelt in een zaak die door presentator Jort Kelder was aangespannen dat Google en Twitter niet verantwoordelijk gehouden kunnen worden voor op die platformen geplaatste nepadvertenties waarin bekende Nederlanders zogenaamd mensen oproepen om te investeren in bitcoins.[1]
  - 2023 - Het dodental door zware overstromingen als gevolg van extreem noodweer in het noorden van Italië loopt op tot negen. Duizenden mensen moeten worden geëvacueerd. Met name de regio Emilia-Romagna wordt zwaar getroffen.[2][3][4]

- Economie
  - 1995 - Grolsch versterkt zijn positie op de Poolse biermarkt door een overeenkomst aan te gaan met het Poolse Elbrewery Company voor de nationale distributie van Grolsch Premium Pilsner in het Oost-Europese land.
  - 1995 - FIAT gaat voor het eerst sinds de communistische revolutie van 1959 zaken doen met Cuba. Een Cubaans staatsbedrijf krijgt het exclusieve recht om in Brazilië vervaardigde Fiat-auto's in eigen land te verkopen.
  - 1995 - De brouwer Scottish & Newcastle, in Nederland eigenaar van Center Parcs, neemt branchegenoot Courage over van de Australische bierproducent Foster's.

- Media
  - 1960 - Oprichting van twee autonome omroepinstituten: BRT en RTB.

- Muziek
  - 2013 - Emmelie de Forest uit Denemarken wint het 58ste Eurovisiesongfestival met het lied Only Teardrops.[5]
  - 2019 - Na 44 jaar wint Nederland met Duncan Laurence het 64ste Eurovisiesongfestival met het nummer Arcade.[6]

- Oorlog
  - 1190 - Slag bij Iconium (het huidige Konya in Turkije) tijdens de Derde Kruistocht.
  - 1302 - Tijdens de Brugse Metten doden inwoners van Brugge soldaten van het Franse garnizoen.
  - 1565 - De Ottomaanse Turken slaan het beleg voor Malta om daar de Ridders van de Orde van Malta te verdrijven. Na 117 dagen verbitterde strijd blazen zij de aftocht.
  - 1941 - Nadat Kroatië door de nazi's tot koninkrijk was verheven, wordt de hertog van Spoleto tot koning gekroond. Hij neemt de naam Tomislav II van Kroatië aan.
  - 1944 - Poolse troepen veroveren het klooster van Monte Cassino.
  - 1944 - De Nederlandse torpedoboot Arend zinkt na op een mijn te zijn gelopen.
  - 1997 - De soldaten van de Alliantie van Democratische Krachten onder leiding van Laurent-Desiré Kabila trekken de Zaïrese hoofdstad Kinshasa binnen.

- Politiek
  - 872 - Lodewijk II van Italië wordt in Rome opnieuw tot keizer gekroond van het Roomse Rijk.
  - 1804 - Napoleon Bonaparte wordt bij senaatsbesluit uitgeroepen tot keizer.
  - 1916 - Begin regeerperiode Vietnamese keizer Khải Định.
  - 1976 - Justitie legt in overleg met minister van Agt beslag op de apparatuur van de abortuskliniek Bloemenhove in Heemstede.
  - 1991 - Het noordwestelijke deel van Somalië onder leiding van de Nationaal Somalische Beweging (SNM), genaamd Somaliland, scheurt zich af van de rest van het Oost-Afrikaanse land.
  - 1993 - In de Corsicaanse hoofdstad Ajaccio ontploffen vijf bommen, enkele uren nadat de Franse minister van binnenlandse zaken Charles Pasqua het eiland heeft verlaten.
  - 1995 - De Duitse vice-kanselier en minister van Buitenlandse Zaken Klaus Kinkel treedt af als voorzitter van de liberale FDP. De minister aanvaardt de consequenties van de verkiezingsnederlaag in Noordrijn-Westfalen en Bremen, waar de FDP de kiesdrempel niet haalde.
  - 2003 - De bevolking van Slowakije stemt voor toetreding tot de Europese Unie.

- Recreatie
  - 1857 - Opening van de Rotterdamsche Diergaarde, het latere Diergaarde Blijdorp.
  - 1970 - In Geleen vindt het allereerste Pinkpop-festival plaats.[7]
  - 1983 - In de Efteling wordt de attractie Piraña geopend.
  - 2007 - De gorilla Bokito van Diergaarde Blijdorp springt over een beek en ontsnapt korte tijd uit zijn verblijf. Vier mensen raken gewond, van wie er één zwaargewond.

- Religie
  - 1712 - Paus Clemens XI creëert achttien nieuwe kardinalen, onder wie de in 1986 heilig verklaarde Italiaanse theoloog Giuseppe Maria Tomasi.
  - 1721 - Kroning van paus Innocentius XIII in Rome.
  - 1839 - Oprichting van het rooms-katholieke Apostolisch Vicariaat Egypte.
  - 1999 - Splitsing van de rooms-katholieke Apostolische administratie Siberië in de Apostolische administraties Oost-Siberië en West-Siberië.

- Sport
  - 1897 - Oprichting van de Chileense voetbalclub Unión Española
  - 1912 - George Horine, een Californische student, springt bij wedstrijden in het stadion van de Stanford-universiteit ter voorbereiding van de Olympische Spelen als eerste atleet 2 meter hoog.
  - 1959 - Sparta wint met 4-0 bij DWS in het Olympisch Stadion van Amsterdam en wordt zo de eerste Rotterdamse landskampioen in het betaalde voetbal.
  - 1996 - Judoka Mark Huizinga wint bij de EK judo in Den Haag de eerste van zijn vijf Europese titels.
  - 2005 - CSKA Moskou wint als eerste Russische voetbalclub een Europese trofee. In Lissabon wordt de UEFA-Cup gewonnen door Sporting Lissabon met 3-1 te verslaan.
  - 2011 - Voetballer Radamel Falcao bezorgt FC Porto de eindoverwinning in de Europa League door in de finale tegen SC Braga de enige treffer voor zijn rekening te nemen.
  - 2015 - De voormalige tennisprof Bob Hewitt (75) wordt in Pretoria veroordeeld tot een celstraf van zes jaar wegens verkrachting en seksueel misbruik.
  - 2016 - FC Twente wordt door de KNVB teruggezet naar de Eerste Divisie.
  - 2024 - De 37e editie van de eendaagse wielerwedstrijd Veenendaal-Veenendaal Classic voor mannen wordt gewonnen door de Noor Tord Gudmestad. De Belg Simon Dehairs wordt tweede en de Nederlander Dylan Groenewegen wordt derde.[8]
  - 2025 - Voetbalclub PSV verovert op de laatste speeldag de 26e landstitel in de eredivisie in de clubgeschiedenis na een 3-1 overwinning bij Sparta.
  - 2025 - Na 132 jaar neemt Everton FC met een overwinning afscheid van stadion Goodison Park.
- Wetenschap en technologie
  - 1787 - Productie van het eerste gegraveerde glas, in Toulouse
  - 1953 - De Amerikaanse Jacqueline Cochran vliegt als eerste vrouw sneller dan het geluid.
  - 1969 - Apollo 10 wordt gelanceerd met een Saturnus V raket voor een missie naar de Maan. De 3-koppige bemanning: commandant Tom Stafford, maanlander piloot Eugene Cernan en commandomodule piloot John Young, testen de procedure voor een maanlanding zonder echt te landen.[9]
  - 1974 - India voert zijn eerste kernproef uit.
  - 1990 - TGV-treinstel 325 rijdt 515,3 km/uur en verbreekt daarmee het oude wereldrecord van de ICE.

## Geboren

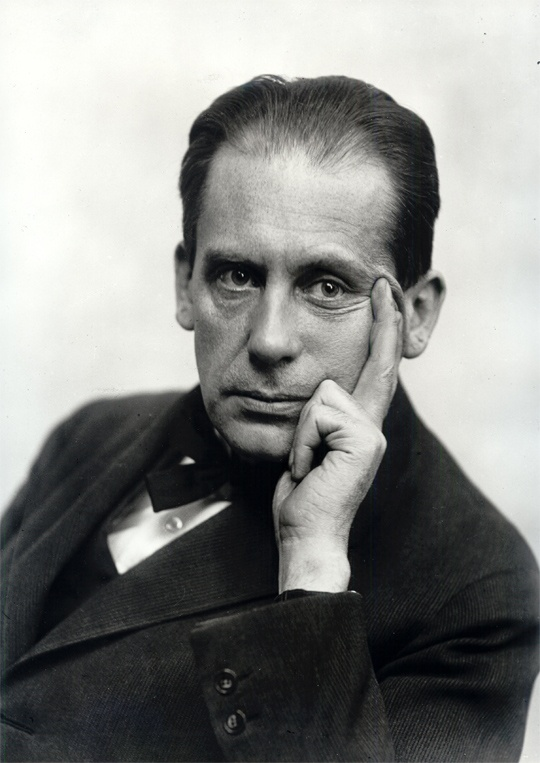
Walter Gropius
geboren in 1883

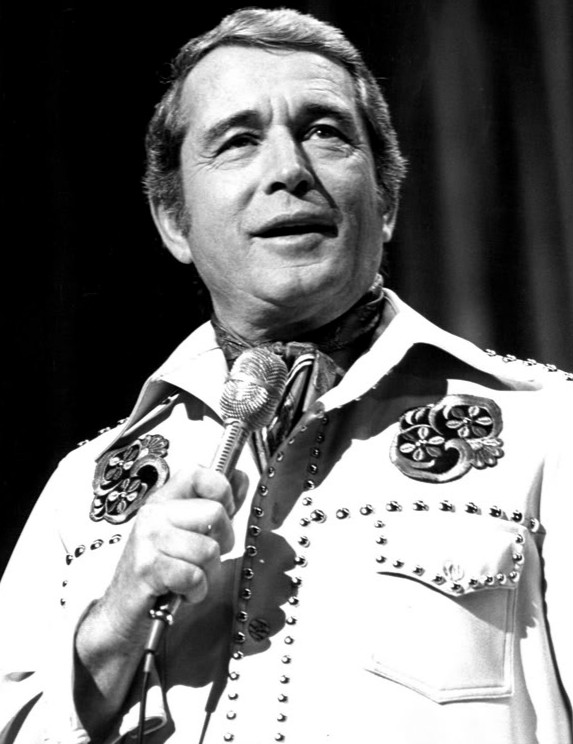
Perry Como
geboren in 1912

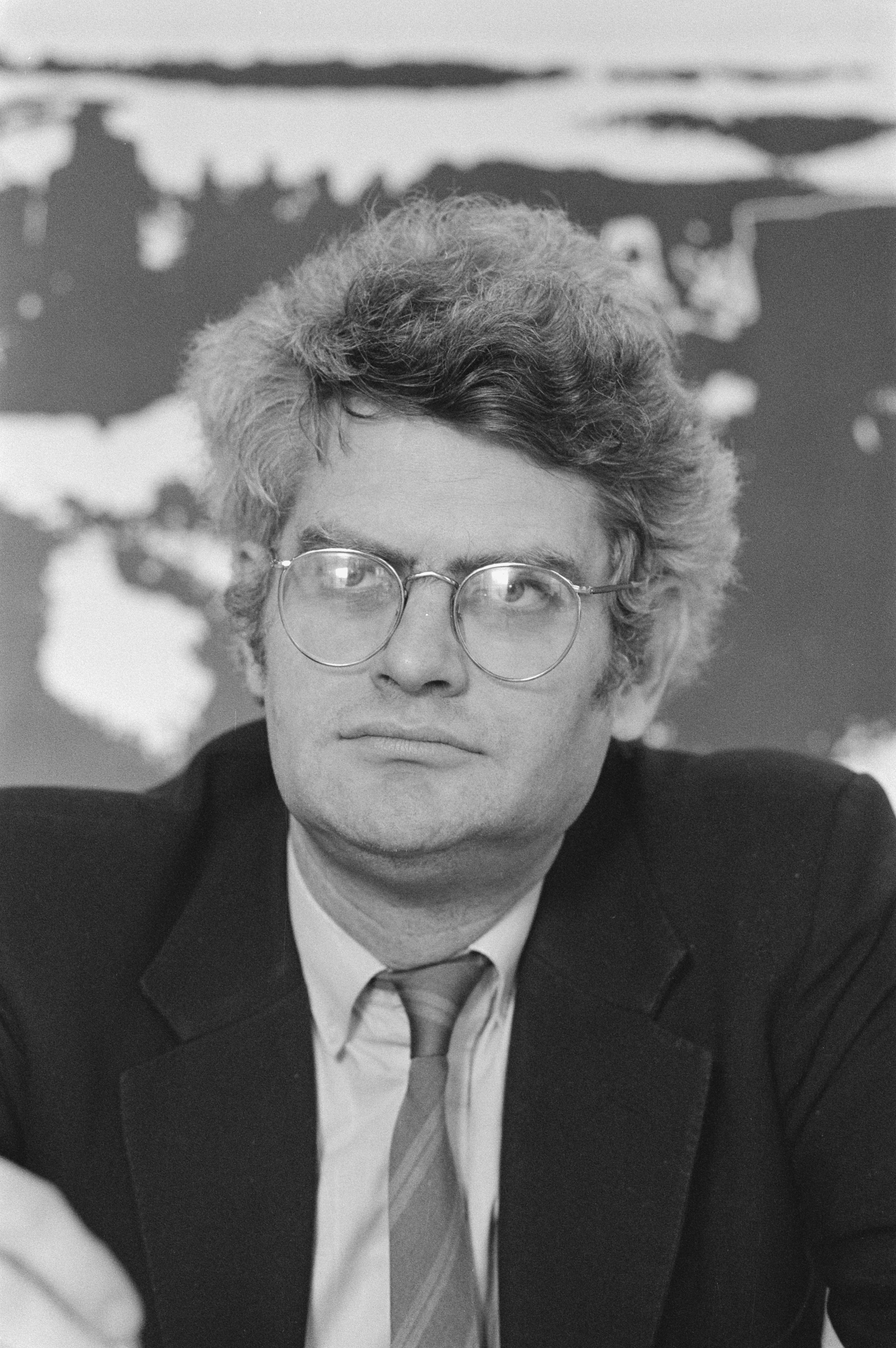
Maarten van Traa
geboren in 1945

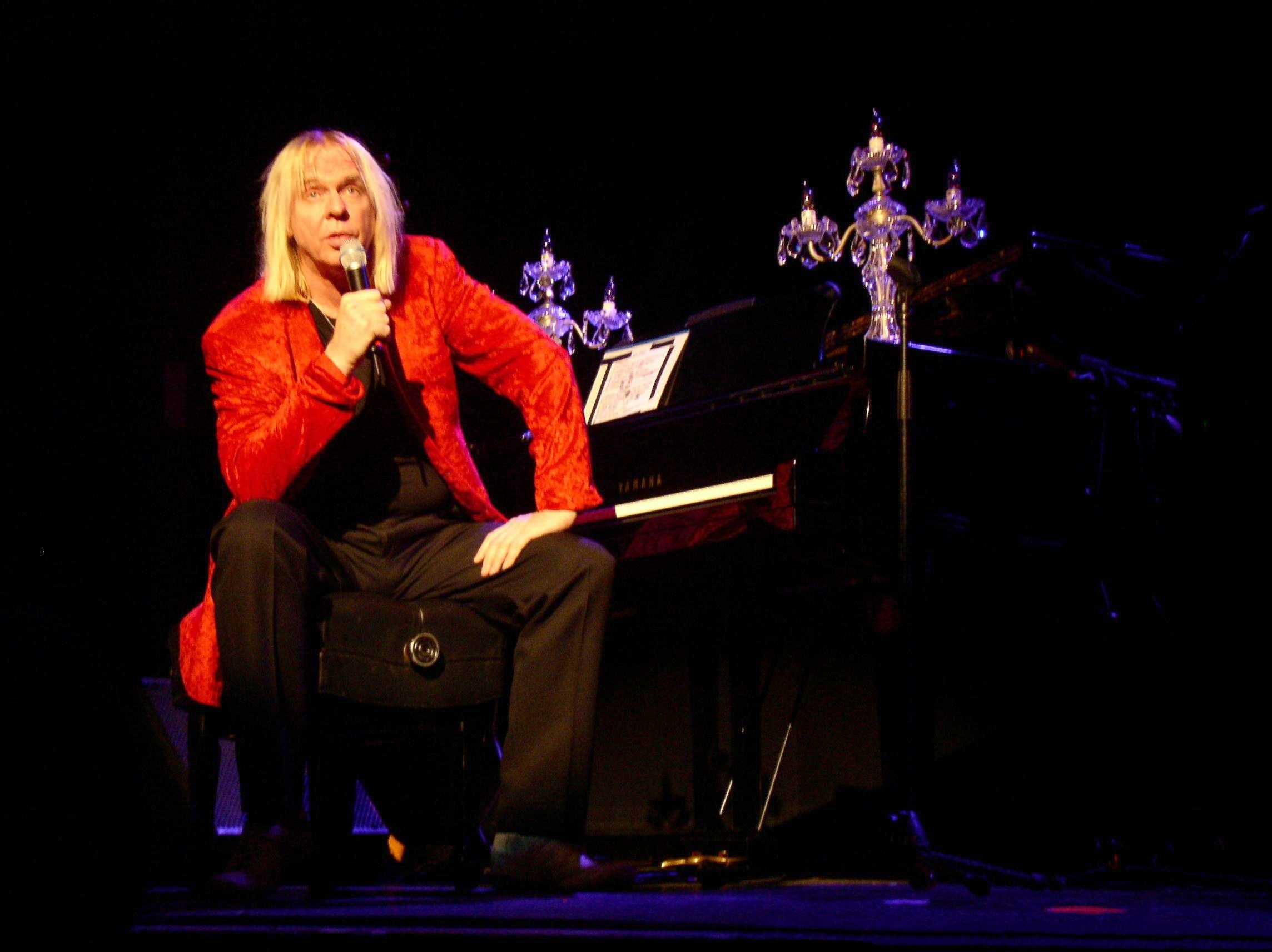
Rick Wakeman,
geboren in 1949

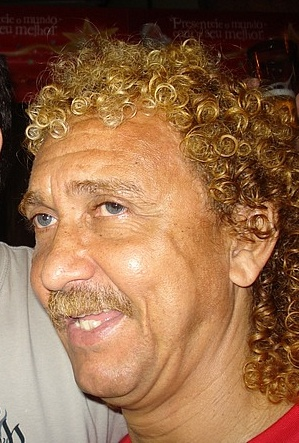
Antônio José da Silva Filho
geboren in 1959

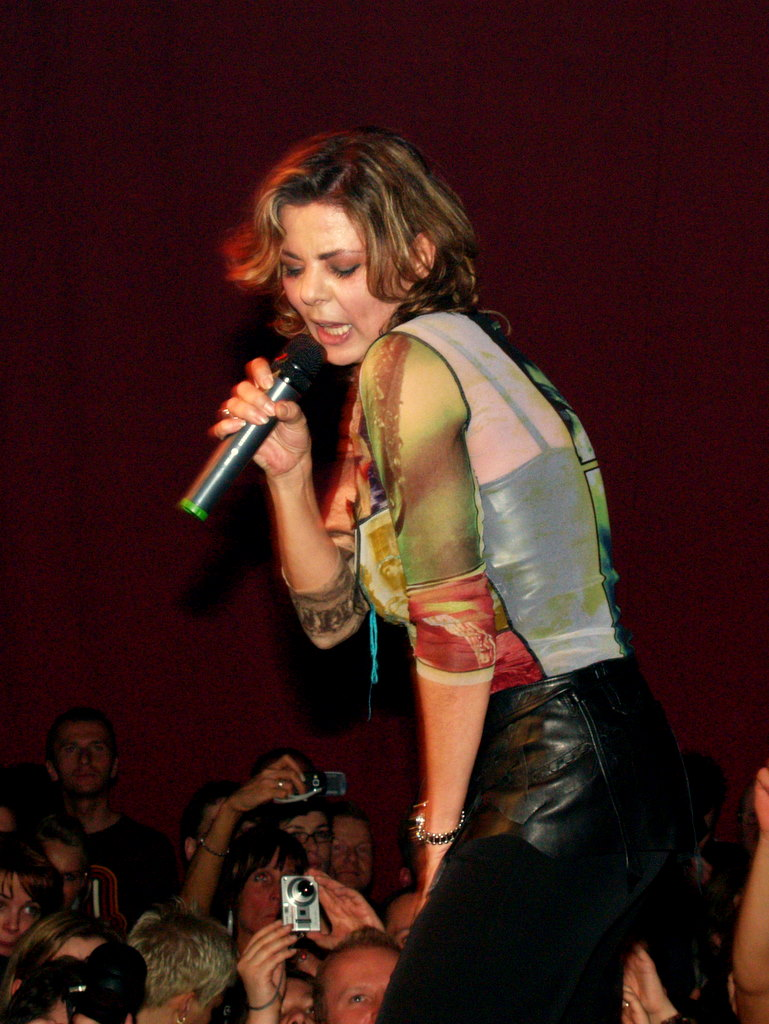
Sandra Lauer
geboren in 1962

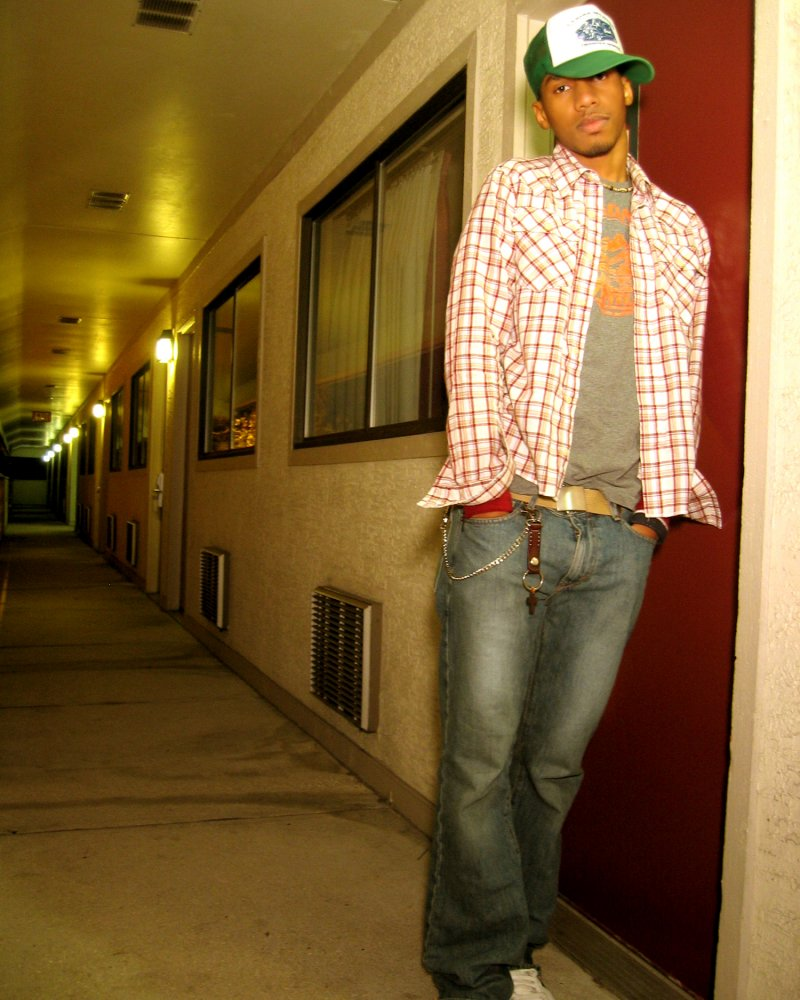
Eric West
geboren in 1982

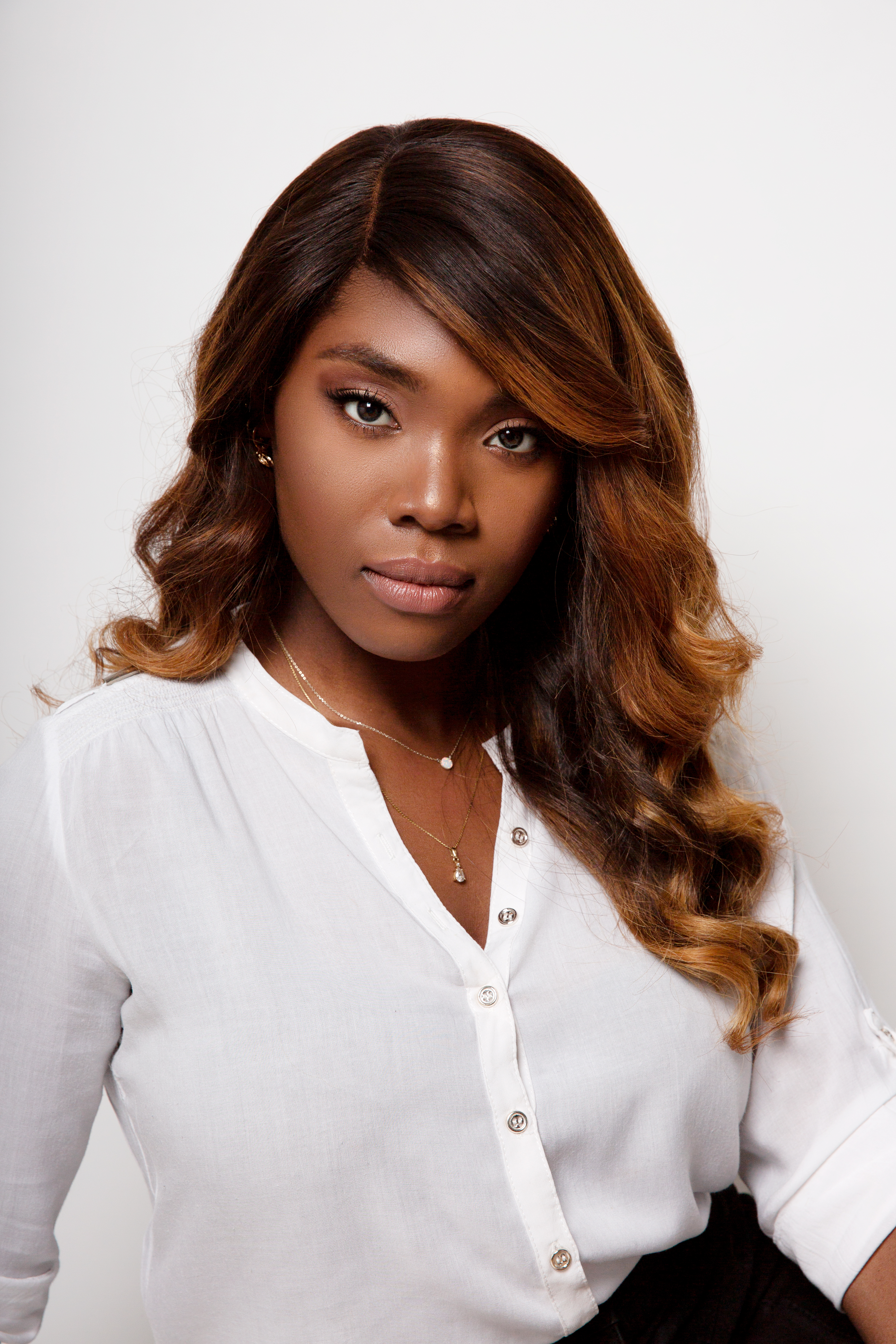
Belinda van der Stoep
geboren in 1989

- 1754 - Nikolaus Joseph Brahm, Duits entomoloog (overleden 1821)
- 1771 - Ignatius de Vinck de Wesel, Belgisch politicus (overleden 1845)
- 1837 - Victor-Joseph Doutreloux, Belgisch bisschop van Luik (overleden 1901)
- 1854 - Bernard Zweers, Nederlands componist (overleden 1924)
- 1859 - Casper ten Boom, Nederlands verzetsstrijder (overleden 1944)
- 1864 - Jan Veth, Nederlands schilder en kunsthistoricus (overleden 1925)
- 1868 - Nicolaas II, de laatste tsaar van Rusland en de laatste heerser van de Romanov-dynastie (overleden 1918)
- 1869 - Rupprecht van Beieren, laatste kroonprins van Beieren (overleden 1955)
- 1872 - Bertrand Russell, Brits filosoof, wiskundige en Nobelprijswinnaar (overleden 1970)
- 1873 - Jan Kan, Nederlands politicus en voetballer (overleden 1947)
- 1881 - Léon Dupont, Belgisch atleet (overleden 1956)
- 1883 - Walter Gropius, Duits-Amerikaans architect (overleden 1969)
- 1889 - Gunnar Gunnarsson, IJslands schrijver (overleden 1975)
- 1895 - Tames Oud, Nederlands beeldend kunstenaar (overleden 1953)
- 1897 - Frank Capra, Amerikaans filmregisseur (overleden 1991)
- 1897 - Edgar Colle, Belgisch schaker (overleden 1932)
- 1899 - Piet Muijselaar, Nederlands revue-artiest (overleden 1978)
- 1904 - Jacob Javits, Amerikaans afgevaardigde en senator (overleden 1986)
- 1904 - François Marty, Frans kardinaal-aartsbisschop van Parijs (overleden 1994)
- 1905 - Francesco Carpino, Italiaans curiekardinaal (overleden 1993)
- 1905 - Irving Schlein, Amerikaans componist, dirigent en pianist (overleden 1986)
- 1909 - Fred Perry, Brits tennisser (overleden 1995)
- 1912 - Perry Como, Amerikaans zanger (overleden 2001)
- 1912 - Walter Sisulu, Zuid-Afrikaans anti-apartheidsactivist (overleden 2003)
- 1913 - Charles Trenet, Frans zanger (overleden 2001)
- 1914 - Toulo de Graffenried, Zwitsers autocoureur (overleden 2007)
- 1915 - Jan de Cler, Nederlands artiest (overleden 2009)
- 1915 - Eino Lahti, Fins voetballer (overleden 2003)
- 1915 - Cecelia Wolstenholme, Brits zwemster (overleden 1968)
- 1919 - Boris Christoff, Bulgaars-Italiaans operazanger (bas) (overleden 1993)
- 1919 - Margot Fonteyn, Engels balletdanseres (overleden 1991)
- 1920 - Karol Józef Wojtyla, Pools geestelijke, de latere paus Johannes Paulus II (overleden 2005)
- 1922 - Ad van de Gein, Nederlands pianist en zanger van Het Cocktail Trio (overleden 2014)
- 1922 - Dirk Hoogendam, Nederlands oorlogsmisdadiger (overleden 2003)
- 1922 - Bill Macy, Amerikaans acteur (overleden 2019)
- 1922 - Jan de Vaal, verzetsstrijder (overleden 2020)
- 1923 - Fernand Bonneure, Belgisch schrijver, dichter en uitgever (overleden 2017)
- 1923 - Jean De Raedt, Belgisch atleet
- 1923 - Mario Sandoval Alarcón, Guatemalteeks politicus en militair (overleden 2003)
- 1924 - Ligaya Perez, Filipijns schrijfster (overleden (?))
- 1924 - Priscilla Pointer, Amerikaans actrice (overleden 2025)
- 1928 - Pernell Roberts, Amerikaans acteur (o.a. Bonanza) (overleden 2010)
- 1928 - Jo Schlesser, Frans autocoureur (overleden 1968)
- 1929 - Herbert Schoen, Oost-Duits voetballer (overleden 2014)
- 1929 - Halina Sevruk, Oezbeeks beeldhouwster (overleden 2022)
- 1930 - Don Lind, Amerikaans ruimtevaarder (overleden 2022)
- 1930 - Coby Timp, Nederlands actrice
- 1930 - Olivier Vanneste, Belgisch gouverneur en econoom (overleden 2014)
- 1931 - Bruce Halford, Brits autocoureur (overleden 2001)
- 1931 - Robert Morse, Amerikaans acteur (overleden 2022)
- 1933 - Bernadette Chirac, Frans politica
- 1934 - Rutger van Mazijk, Nederlands beiaardier en organist (overleden 2024)
- 1935 - Elena Zuasti, Uruguayaans actrice (overleden 2011)
- 1936 - Marian van der Meer, Nederlands politica (overleden 2022)
- 1937 - Jacques Santer, Luxemburgs politicus
- 1939 - Ria van Velsen, Nederlands turnster
- 1941 - Bjørn Hasløv, Deens roeier
- 1942 - Bennie Slaats, Nederlands voetballer (overleden 2024)
- 1942 - Nobby Stiles, Brits voetballer (overleden 2020)
- 1943 - Hans Krol, Nederlands bibliothecaris en historicus
- 1943 - Genna Sosonko, Nederlands schaakgrootmeester
- 1944 - Albert Hammond, zanger uit Gibraltar
- 1944 - Rosika Verberckt, Belgisch atlete
- 1945 - Maarten van Traa, Nederlands journalist en politicus (overleden 1997)
- 1947 - John Bruton, Iers politicus (overleden 2024)
- 1948 - Linda van Dyck, Nederlands actrice (overleden 2023)
- 1949 - Walter Hawkins, Amerikaans gospelzanger en -componist (overleden 2010)
- 1949 - Georges Leekens, Belgisch voetballer en voetbaltrainer
- 1949 - José Maria Rodrigues Alves (Zé Maria), Braziliaans voetballer
- 1949 - Anton Stipančić, Kroatisch tafeltennisser (overleden 1991)
- 1949 - Rick Wakeman, Engels toetsenist van Yes
- 1950 - Thomas Gottschalk, Duits televisiepresentator
- 1951 - Ben Feringa, Nederlands chemicus en Nobelprijswinnaar
- 1951 - Angela Voigt, Oost-Duits atlete (overleden 2013)
- 1954 - Eric Gerets, Belgisch voetballer en voetbaltrainer
- 1955 - Chow Yun-Fat, Chinees acteur
- 1957 - Noureddine Farihi, Marokkaans-Belgisch acteur (overleden 2022)
- 1957 - Wilfried Finkers, Nederlands cabaretier, broer van Herman Finkers
- 1959 - Antônio José da Silva Filho (Biro-Biro), Braziliaans voetballer
- 1960 - Yannick Noah, Frans tennisser en zanger
- 1960 - Sean Yates, Brits wielrenner
- 1962 - Arjan Breukhoven, Nederlands organist
- 1962 - Geert De Kockere, Belgisch journalist en jeugdboekenschrijver
- 1962 - Kris Peeters, Belgisch politicus
- 1962 - Sandra Lauer, Duits zangeres
- 1965 - Marty Jemison, Amerikaans wielrenner
- 1965 - Marco Saligari, Italiaans wielrenner
- 1966 - Bent Skammelsrud, Noors voetballer
- 1967 - Heinz-Harald Frentzen, Duits autocoureur
- 1969 - Layne Flack, Amerikaans pokerspeler (overleden 2021)
- 1969 - Martika, Amerikaans zangeres
- 1969 - Lody Roembiak, Nederlands voetballer
- 1969 - Evert Jan Slootweg, Nederlands politicus
- 1970 - Tina Fey, Amerikaans comédienne en actrice
- 1970 - Valeri Popovitsj, Fins-Russisch voetballer
- 1970 - Clemens Zwijnenberg, Nederlands voetballer
- 1971 - Brad Friedel, Amerikaans voetballer
- 1971 - Marcelo Saralegui, Uruguayaans voetballer en voetbalcoach
- 1971 - Nobuteru Taniguchi, Japans autocoureur
- 1971 - Marc Van Mensel, Belgisch atleet
- 1972 - Nordin Ben Salah, Marokkaans-Nederlands bokser (overleden 2004)
- 1972 - Rachid Yachou, Marokkaans-Belgisch voetballer
- 1973 - Sander de Kramer, Nederlands journalist, schrijver en tv-presentator
- 1973 - Saskia Mulder, Nederlands actrice
- 1973 - Tohru Ukawa, Japans motorcoureur
- 1974 - Bruno Paixão, Portugees voetbalscheidsrechter
- 1975 - John Higgins, Schots snookerspeler
- 1975 - Jack Johnson, Amerikaans singer-songwriter
- 1975 - Martin Riška, Slowaaks wielrenner
- 1976 - Pepijn Gunneweg, Nederlands acteur
- 1976 - Anna Ottosson, Zweeds alpineskiester
- 1978 - Ricardo Carvalho, Portugees voetballer
- 1978 - Charles Kamathi, Keniaans atleet
- 1978 - Wesley Van Speybroeck, Belgisch wielrenner
- 1978 - Helton da Silva Arruda, Braziliaans voetbaldoelman
- 1979 - Aurelien Dunis, Frans schaker
- 1979 - Mariusz Lewandowski, Pools voetballer
- 1979 - Michal Martikán, Slowaaks slalomkanoër
- 1979 - Milivoje Novakovič, Sloveens voetballer
- 1979 - Roos Oosterbaan, Nederlands paralympisch sportster
- 1980 - Michaël Llodra, Frans tennisser
- 1980 - Diego Pérez, Uruguayaans voetballer
- 1981 - Mahamadou Diarra, Malinees voetballer
- 1981 - Ben Federspiel, Luxemburgs voetballer
- 1982 - Novak Simović, Servisch voetbalscheidsrechter
- 1982 - Eric West, Amerikaans zanger en acteur
- 1982 - Roderick Weusthof, Nederlands hockeyer
- 1983 - Moussa Kalisse, Nederlands-Marokkaans voetballer
- 1984 - Kamil Kopúnek, Slowaaks voetballer
- 1984 - Ivet Lalova, Bulgaars atlete
- 1984 - Djimmie van Putten, Nederlands voetballer
- 1984 - Niki Terpstra, Nederlands wielrenner
- 1985 - Amy Siemons, Nederlands paralympisch atlete
- 1986 - Adam Bałdych, Pools jazzviolist
- 1987 - Solomon Bockarie, Sierra Leonees-Nederlands atleet
- 1987 - Dolf Kerklaan, Nederlands voetballer
- 1987 - Luisana Lopilato, Argentijns model, actrice en zangeres
- 1988 - Paul Baysse, Frans voetballer
- 1988 - Tatsuma Ito, Japans tennisser
- 1988 - Chen Rong, Chinees atlete
- 1988 - Kévin Reza, Frans wielrenner
- 1989 - Alexandru Chipciu, Roemeens voetballer
- 1989 - Stefan Ilsanker, Oostenrijks voetballer
- 1989 - Robert Mühren, Nederlands voetballer
- 1989 - Eugénie Le Sommer, Frans voetbalster
- 1989 - Belinda van der Stoep, Nederlands actrice
- 1989 - Hicham Gieskes, Nederlands rapper
- 1990 - Dimitri Daeseleire, Belgisch voetballer
- 1990 - Yuya Osako, Japans voetballer
- 1991 - Shanne Braspennincx, Nederlands baanwielrenster
- 1991 - Mula B, Nederlands rapper
- 1992 - Adwoa Aboah, Brits model
- 1992 - Brian Idowu, Nigeriaans-Russisch voetballer
- 1992 - Fernando Pacheco, Spaans voetballer
- 1992 - Mirjam Puchner, Oostenrijks alpineskiester
- 1992 - Conor Washington, Noord-Iers voetballer
- 1993 - Jessica Watson, Australisch zeiler
- 1994 - Simen Juklerød, Noors voetballer
- 1994 - Paul Nardi, Frans voetballer
- 1994 - Naomi Schiff, Duits-Zuid-Afrikaans autocoureur
- 1995 - Lam Dorji, Bhutanees boogschutter
- 1995 - Chris Hamilton, Australisch wielrenner
- 1996 - Violett Beane, Amerikaans actrice
- 1996 - Yuki Kadono, Japans snowboarder
- 1997 - Niels de Klerk, Nederlands organist
- 1998 - Polina Edmunds, Amerikaans kunstschaatsster
- 1998 - Maxim Leitsch, Duits voetballer
- 1998 - Simon Rhein, Duits voetballer
- 1999 - Laura Omloop, Belgisch zangeres
- 2000 - Nikolai Baden Frederiksen, Deens voetballer
- 2000 - Ryan Sessegnon, Engels voetballer
- 2001 - Kes van den Broek, Nederlands singer-songwriter en actrice
- 2001 - Modeste Duku, Frans-Congolees voetballer
- 2001 - Jordy Rullens, Nederlands-Surinaams voetballer
- 2002 - Sontje Hansen, Nederlands-Curaçaos voetballer
- 2002 - Alina Zagitova, Russisch kunstschaatsster

## Overleden

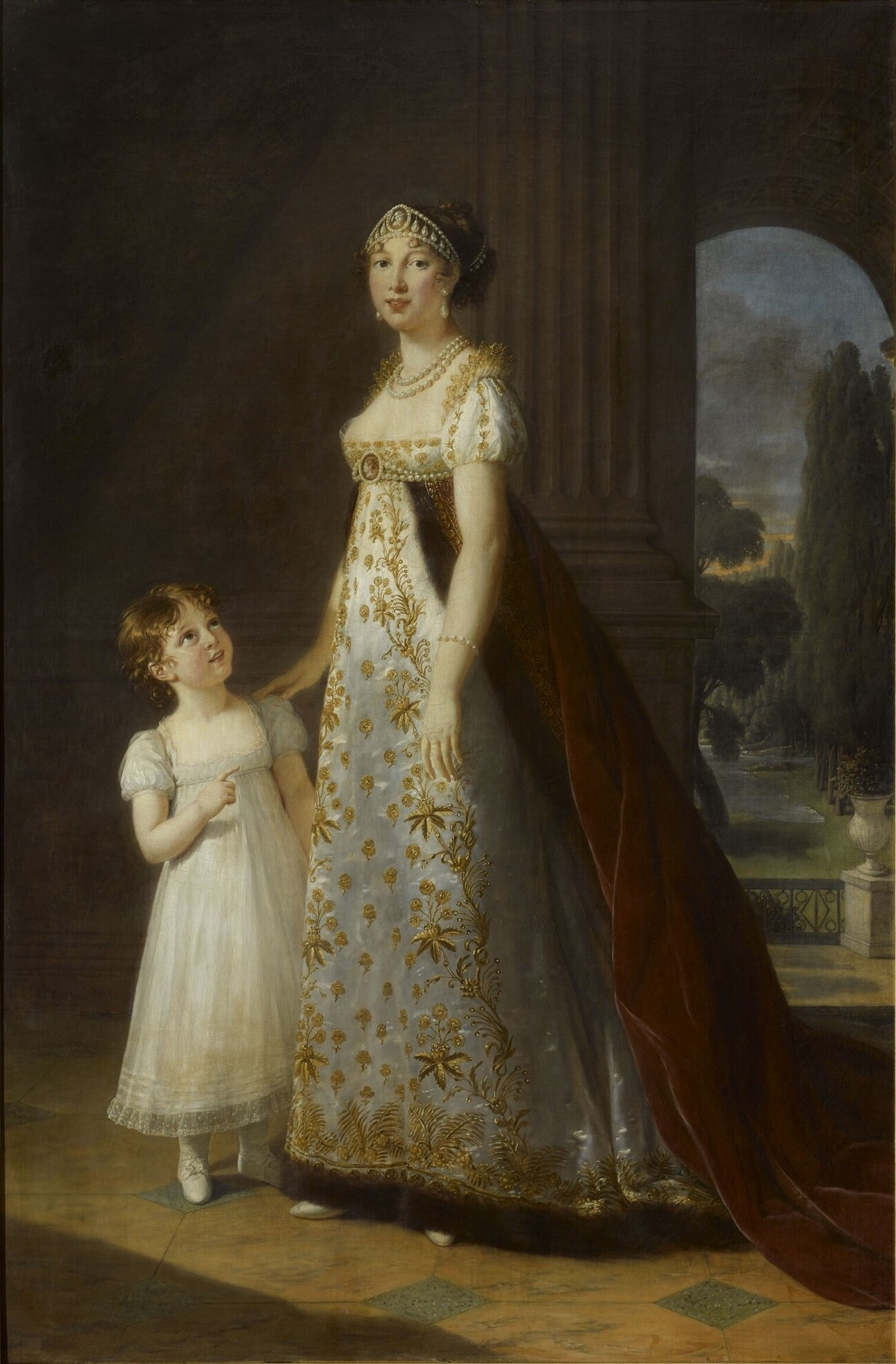
Carolina Bonaparte
overleden in 1839

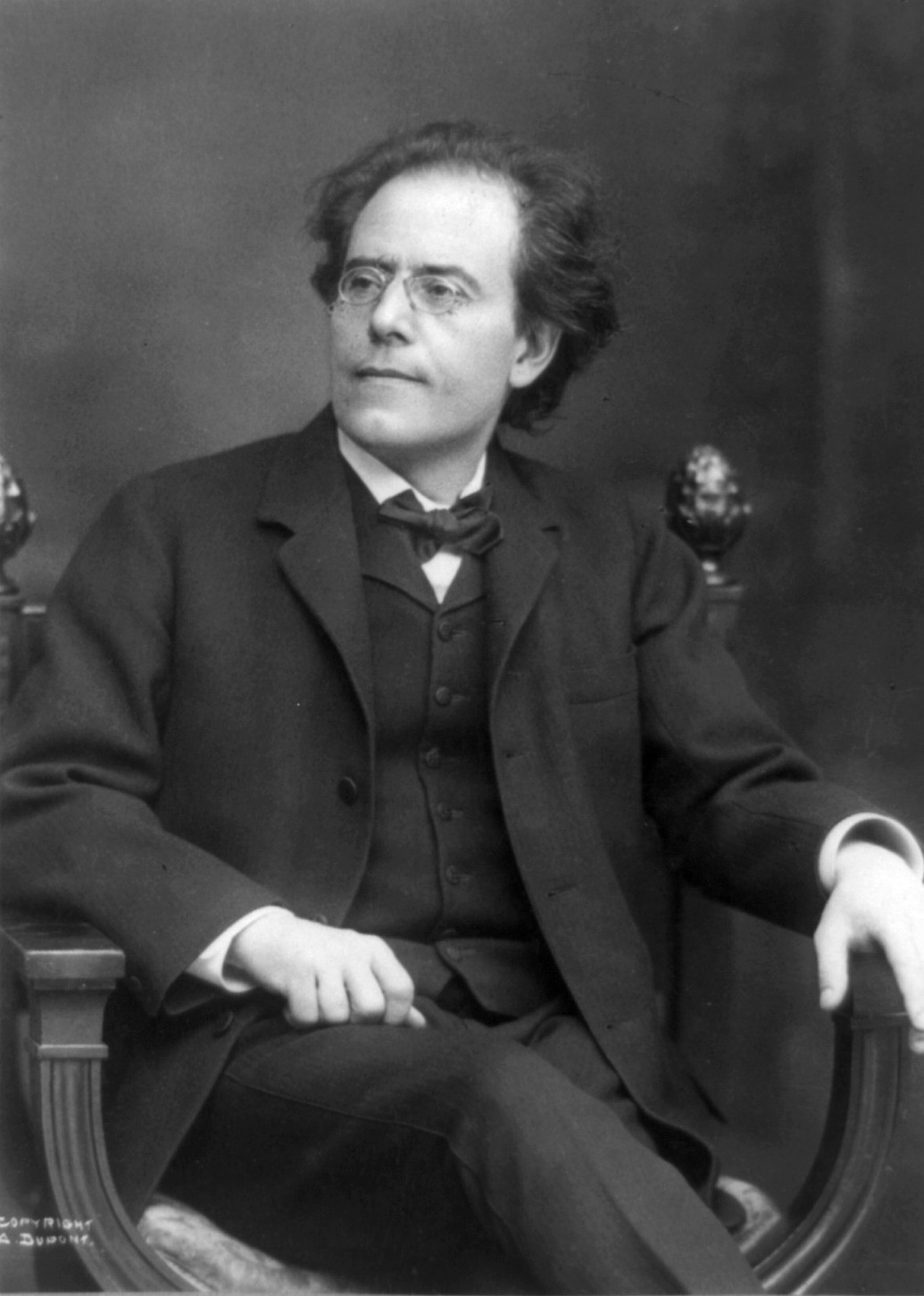
Gustav Mahler
overleden in 1911

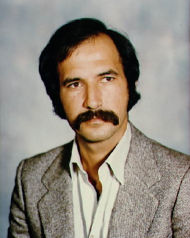
Wubbo Ockels
overleden in 2014

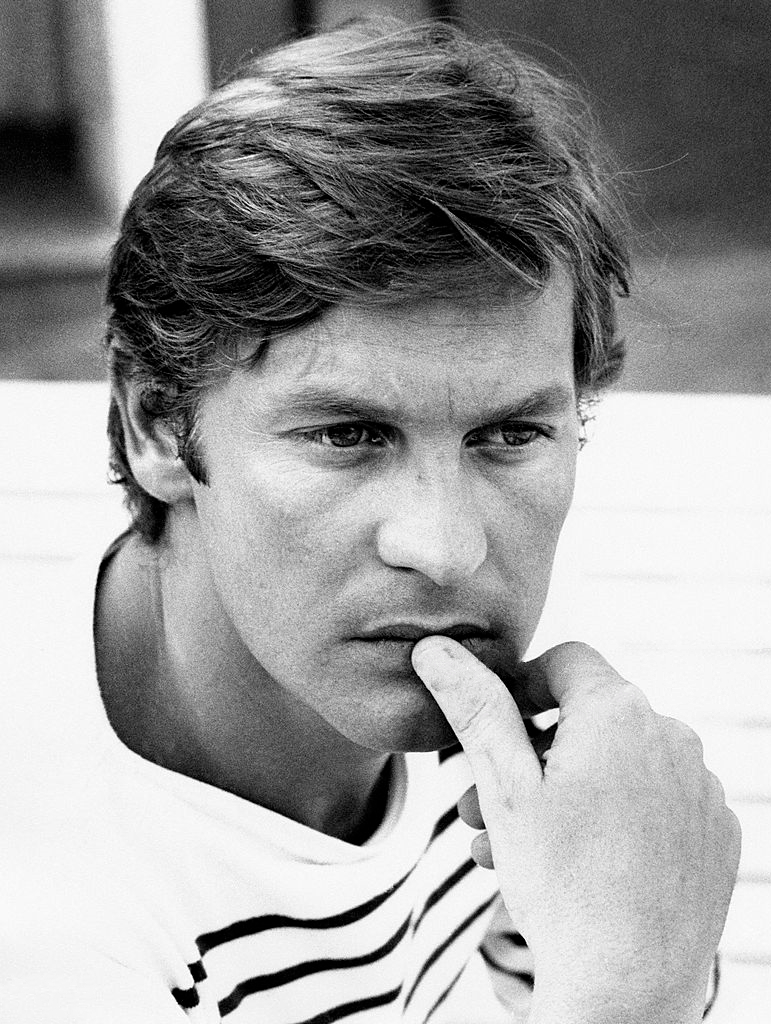
Helmut Berger
overleden in 2023

- 526 - Paus Johannes I, paus van 523-526
- 1551 - Domenico Beccafumi (65), Italiaans kunstschilder
- 1574 - Albertus Risaeus (64), Nederlands kerkhervormer
- 1733 - Georg Böhm (71), Duits componist en organist
- 1793 - Timur Shah Durrani (45), Afghaans politicus en Shah van Afghanistan
- 1799 - Pierre Beaumarchais (67), Frans schrijver
- 1800 - Aleksandr Soevorov (70), Russisch generaal
- 1839 - Carolina Bonaparte (57), zuster van Napoleon, echtgenote van Joachim Murat
- 1853 - Lionel Kieseritzky (47), Duits schaker
- 1864 - Nathaniel Hawthorne (60), Amerikaans schrijver
- 1909 - Isaac Albéniz (48), Spaans componist
- 1909 - George Meredith (81), Engels dichter en romanschrijver
- 1911 - Gustav Mahler (50), Oostenrijks componist en dirigent
- 1918 - Jean Chrétien Baud (64), Nederlands jurist
- 1929 - Patrick Joseph Kennedy (71), Amerikaans politicus
- 1938 - Johannes François Snelleman (85), Nederlands oriëntalist en etnoloog
- 1941 - Oskar Nielsen-Nørland (58), Deens voetballer
- 1947 - Francisco Zulueta (55), Filipijns senator en rechter
- 1954 - Louis Schollaert (64?), Belgisch voetballer
- 1955 - Mary McLeod Bethune (79), Amerikaans burgerrechtenactiviste
- 1965 - Eduard Jan Dijksterhuis (72), Nederlands wetenschapshistoricus
- 1975 - Leroy Anderson (66), Amerikaans componist
- 1980 - Ian Curtis (23), Engels zanger (Joy Division)
- 1982 - Antonius Kuys (83), Nederlands wielrenner
- 1986 - Klaas Johan Popma (82), Nederlands filosoof, classicus en romanschrijver
- 1990 - Jill Ireland (54), Amerikaans actrice (vrouw van Charles Bronson)
- 1997 - Raymond Van Dijck (62), Belgisch atleet
- 1998 - Maya Bouma (64), Nederlands actrice
- 1998 - Roel D'Haese (74), Belgisch beeldhouwer
- 1999 - Augustus Pablo (46), Jamaicaans reggaeartiest
- 1999 - Betty Robinson (87), Amerikaans atlete
- 2000 - Domingos da Guia (87), Braziliaans voetballer
- 2000 - Wim Ibo (82), Nederlands cabaretier en producer
- 2005 - Hein Diependaele (38), Belgisch advocaat
- 2006 - Hans Horrevoets (32), Nederlands zeezeiler en zakenman
- 2006 - Albert van Spijker (94), Nederlands verzetsstrijder
- 2007 - Pierre-Gilles de Gennes (74), Frans fysicus en Nobelprijswinnaar
- 2008 - Jan de Rooij (76), Nederlands bokser
- 2008 - Lo de Ruiter (88), Nederlands ambtenaar, politicus, (omroep)bestuurder en publicist
- 2008 - Yoyoy Villame (75), Filipijns zanger en componist
- 2009 - Wayne Allwine (62), Amerikaans stemacteur (o.a. Mickey Mouse)
- 2009 - Pattabhi Jois (93), Indiaas yogaleraar
- 2009 - Paul Nouwen (74), Nederlands topfunctionaris en bestuurder (oud-hoofddirecteur van de ANWB)
- 2009 - Velupillai Prabhakaran (54), Sri Lankaans oprichter en leider van de Tamiltijgers
- 2012 - Dietrich Fischer-Dieskau (86), Duits zanger en dirigent
- 2013 - Aleksej Balabanov (54), Russisch filmmaker
- 2014 - Wubbo Ockels (68), Nederlands natuurkundige, ruimtevaarder, piloot en hoogleraar
- 2014 - Gordon Willis (82), Amerikaans cameraman en Oscarwinnaar
- 2015 - Halldór Ásgrímsson (67), IJslands premier
- 2015 - Harald Seeger (93), Oost-Duits voetbalbondscoach
- 2016 - Luis H. Álvarez (96), Mexicaans zakenman en politicus
- 2016 - Kornél Pajor (92), Hongaars schaatser
- 2017 - Stanley Brouwn (81), Surinaams-Nederlands kunstenaar
- 2017 - Chris Cornell (52), Amerikaans zanger en gitarist
- 2017 - Jacque Fresco (101), Amerikaans industrieel ontwerper, auteur, uitvinder, futurist
- 2017 - Piet Knijnenburg (98), Nederlands motorsporter
- 2018 - Darío Castrillón Hoyos (88), Colombiaans kardinaal
- 2019 - Manfred Burgsmüller (69), Duits voetballer
- 2020 - Marko Elsner (60), Sloveens voetballer
- 2020 - Susan Rothenberg (75), Amerikaans kunstschilderes, grafica en tekenares
- 2021 - Franco Battiato (76), Italiaans singer-songwriter
- 2021 - Piet van Eijsden (85), Nederlands tennisser en toernooidirecteur
- 2021 - Charles Grodin (86), Amerikaans acteur
- 2021 - Ad de Jager (82), Nederlands politicus
- 2022 - Wim Rijken (63), Nederlands zanger en acteur
- 2023 - Helmut Berger (78), Oostenrijks acteur
- 2023 - Gerrit Breteler (68), Nederlands kunstenaar
- 2023 - Jim Brown (87), Amerikaans Americanfootballspeler en acteur
- 2023 - Rolf Heissler (74), Duits terrorist
- 2023 - Harald Jährling (68), Duits roeier
- 2023 - Harry Melges (93), Amerikaans zeiler
- 2023 - Denis Worrall (87), Zuid-Afrikaans diplomaat en politicus
- 2024 - Palle Danielsson (77), Zweeds jazzbassist
- 2024 - Frank Ifield (86), Brits zanger
- 2024 - Fred Roos (89), Amerikaans filmproducent
- 2024 - Frank Schaafsma (59), Nederlands acteur en muzikant
- 2025 - Wendela Gevers Deynoot (77), Nederlands beeldhouwer

## Viering/herdenking
- Rooms-Katholieke kalender:

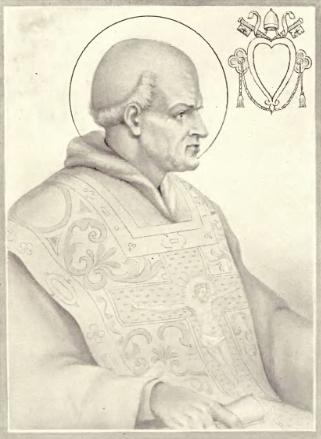
Heilige Paus Johannes I

  - Heilige Johannes I († 526) - Vrije Gedachtenis
  - Heilige Felix van Cantalice († 1587)
  - Heilige Erik van Zweden († 1160)
  - Heilige Alexandra (van Ancrya) († 304)
  - Heilige Merolilanus (van Reims) († 8e eeuw)
  - Heilige Elgiva van Shaftesbury († 944)
  - Heilige Feredarius van Iona († c. 863)
  - Zalige Willem van Toulouse († 1369)

Oosters-orthodoxe kalender:
- - Heilige Alexandra (Fjodorovna) († 1918)
  - Heilige Paus Theodorus I († 649)

## Weerextremen

### Nederland
| | Officiële records | Officiële records | Officiële records |      | Landelijke records | Landelijke records | Landelijke records   |
| Gebeurtenis | Jaar              | Extreem           | Locatie           | Jaar | Extreem            | Locatie            |                      |
| --- | ----------------- | ----------------- | ----------------- | ---- | ------------------ | ------------------ | -------------------- |
| Laagste etmaalgemiddelde temperatuur (°C) | 1935              | 4,9               | De Bilt           |      | 1907               | 4,6                | Maastricht           |
| Hoogste etmaalgemiddelde temperatuur (°C) | 1925              | 20,7              | De Bilt           |      | 2022               | 22,7               | Arcen                |
| Laagste minimumtemperatuur (°C) | 1944              | −0,2              | De Bilt           |      | 2005               | −1,5               | Gilze-Rijen, Twenthe |
| Hoogste minimumtemperatuur (°C) | 1997              | 15,8              | De Bilt           |      | 2022               | 16,4               | Westdorpe            |
| Laagste maximumtemperatuur (°C) | 1935              | 9,5               | De Bilt           |      | 1955               | 8,1                | Schiphol             |
| Hoogste maximumtemperatuur (°C) | 1925              | 26,3              | De Bilt           |      | 2022               | 30,2               | Arcen                |
| Hoogste uurgemiddelde windsnelheid (m/s) | 1955              | 17,0              | De Bilt           |      | 1955               | 24,7               | Eindhoven            |
| Hoogste windstoot (m/s) | 1955              | 28,8              | De Bilt           |      | 1955               | 28,8               | De Bilt              |
| Langste zonneschijnduur (uur) | 1948, 1977        | 14,4              | De Bilt           |      | 1948               | 15,1               | Vlissingen           |
| Langste neerslagduur (uur) | 1935              | 11,0              | De Bilt           |      | 2024               | 17,5               | Gilze-Rijen          |
| Hoogste etmaalsom van de neerslag (mm) | 1923              | 12,2              | De Bilt           |      | 1993               | 25,1               | Lelystad             |
| Laagste etmaalgemiddelde relatieve vochtigheid (%) | 1941              | 41                | De Bilt           |      | 1941               | 41                 | De Bilt              |
| Laagste uurwaarde luchtdruk op zeeniveau (hPa) | 1902              | 991,1             | De Bilt           |      | 1955               | 988,5              | De Kooy              |
| Hoogste uurwaarde luchtdruk op zeeniveau (hPa) | 1943              | 1032,6            | De Bilt           |      | 1943               | 1033,4             | Eelde                |
| Officiële records worden altijd gemeten op het KNMI-weerstation in De Bilt. Landelijke records kunnen worden gemeten op elk officieel KNMI-weerstation in Nederland. |                   |                   |                   |      |                    |                    |                      |

Uitzonderlijke gebeurtenissen
- 1941 - Eerste officiële warme dag van het jaar (maximumtemperatuur ≥ 20 °C in De Bilt)
- 1955 - Officieel maandrecord hoogste uurgemiddelde windsnelheid in m/s van mei gemeten in De Bilt: 17,0
- 1955 - Officieel maandrecord hoogste windstoot in m/s van mei gemeten in De Bilt: 28,8
- 1977 - Eerste officiële warme dag van het jaar (maximumtemperatuur ≥ 20 °C in De Bilt)
- 1989 - Eerste officiële zomerse dag van het jaar (maximumtemperatuur ≥ 25 °C in De Bilt)
- 2022 - Eerste landelijke tropische dag van het jaar gemeten in Arcen (maximumtemperatuur ≥ 30 °C op een officieel weerstation)

### België
Dagrecords
- 1935 - Laagste etmaalgemiddelde temperatuur 5 °C
- 1888 - Hoogste etmaalgemiddelde temperatuur 20,6 °C
- 1968 - Laagste minimumtemperatuur 1 °C
- 1942 - Hoogste maximumtemperatuur 27,7 °C
- 1890 - Hoogste etmaalsom van de neerslag 34,4 mm

Uitzonderlijke gebeurtenissen
- 1968 - Sneeuw in Botrange (Waimes) en minimumtemperatuur −4,8 °C in Rochefort.

<< · 1 · 2 · 3 · 4 · 5 · 6 · 7 · 8 · 9 · 10 · 11 · 12 · 13 · 14 · 15 · 16 · 17 · 18 · 19 · 20 · 21 · 22 · 23 · 24 · 25 · 26 · 27 · 28 · 29 · 30 · 31 · >>